# Bremanger
Bremanger är en kyrkby och tidigare tätort i Bremangers kommun i Vestland fylke i västra Norge.  Orten ligger där fylkesväg 616 möter fylkesväg 5706, på den västra delen av ön Bremangerlandet. Här finns Bremangers kyrka.
Sedan 2022 räknas orten inte längre som en tätort.

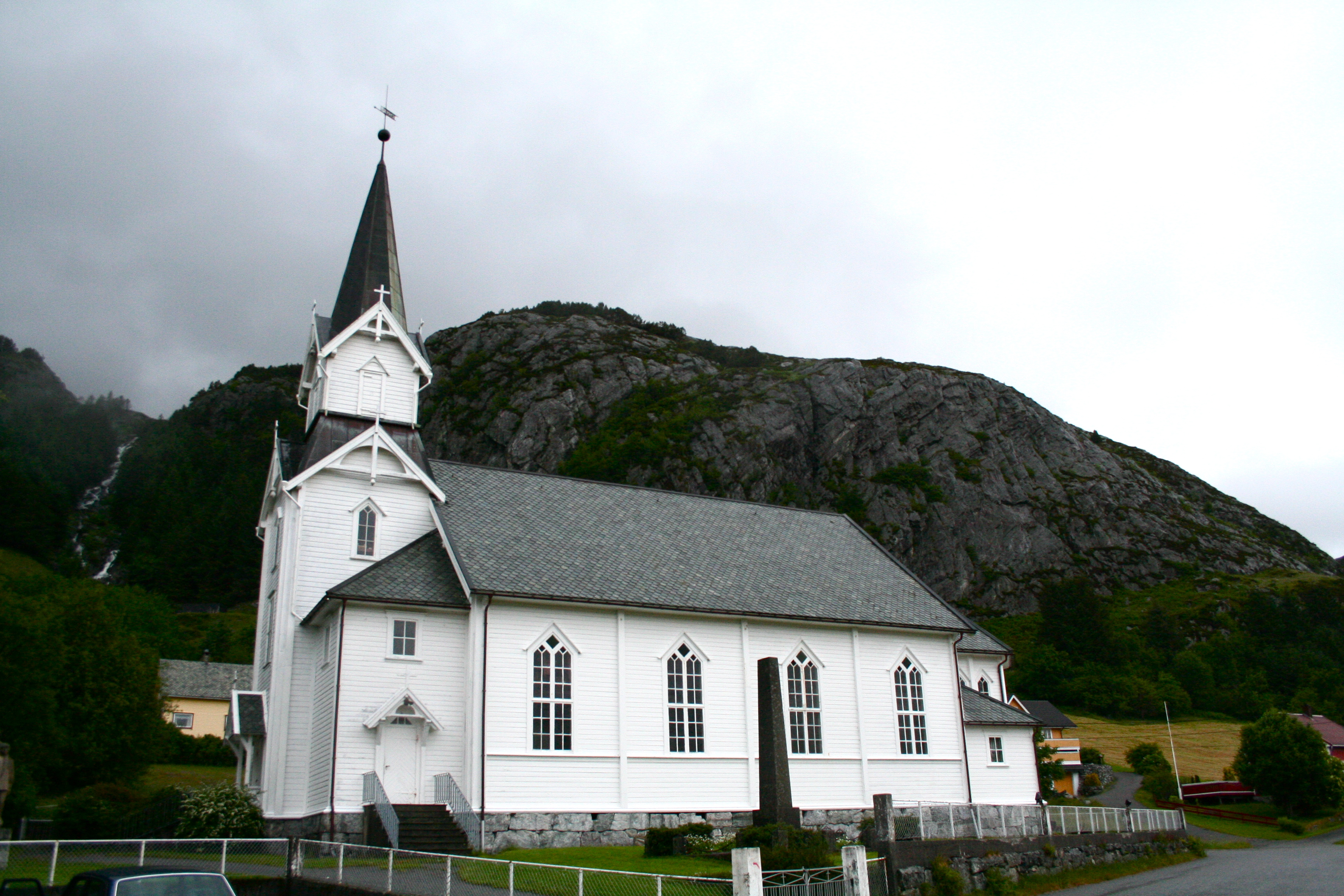
Bremangers kyrka.